# Zr.Ms. Regge (1987)
De Regge (A 875) is een kustsleepboot van de Lingeklasse bij Nederlandse marine. De kiellegging en afbouw van het casco had plaats op de scheepswerf Bijlsma BV in Wartena, de afbouw bij Delta Shipyard in Sliedrecht.
De Regge is vernoemd naar de rivier Regge in de provincie Overijssel.
De sleepboot wordt gebruikt om de grotere schepen, zoals de fregatten van de De Zeven provinciënklasse, binnen te brengen. Ook wordt het schip voor diverse andere sleepklussen in de haven van Den Helder gebruikt.
Vier van de vijf sleepboten van de Linge-klasse, de Linge, Regge, Rotte en Hunze zijn in 2016 verkocht aan Damen in Hardinxveld, Alleen de Gouwe werd niet verkocht. De schepen zijn vervangen door de Noordzeeklasse: drie hybride sleepboten type ASD Tug 2810 Hybrid van Damen. Zr.Ms. Noordzee (2016) (A871), Zr.Ms. Waddenzee (2016) (A872) en Zr.Ms. Zuiderzee (2016) (A873).